# Berezivka, Velîka Pîsarivka
Berezivka (în ucraineană Березівка) este un sat în comuna Katanske din raionul Velîka Pîsarivka, regiunea Sumî, Ucraina.

## Demografie
Componența lingvistică a localității Berezivka
     Ucraineană (80,3%)
     Rusă (18,94%)
     Alte limbi (0,76%)
Conform recensământului din 2001, majoritatea populației localității Berezivka era vorbitoare de ucraineană (80,3%), existând în minoritate și vorbitori de rusă (18,94%).